# Nat Fleischer
Nathaniel Stanley Fleischer (New York, 3 novembre 1887 – Atlantic Beach, 25 giugno 1972) è stato uno scrittore, storico e arbitro di pugilato statunitense.
Fleischer fondò, nel 1922, la rivista Ring Magazine, dirigendola per 50 anni, fino al 1972.
Nel 1942 iniziò a pubblicare un'enciclopedia del pugilato che fu pubblicata fino al 1990.
Scrisse inoltre diverse altre pubblicazioni dedicate alle vite di campioni di pugilato.